# Quatrième circonscription de Saône-et-Loire
La quatrième circonscription de Saône-et-Loire est l'une des cinq circonscriptions législatives françaises que compte le département de Saône-et-Loire situé en région Bourgogne-Franche-Comté. 

## Description géographique et démographique

### De 1958 à 1986
La quatrième circonscription de Saône-et-Loire était composée de :
- canton de Buxy
- canton de Chagny
- canton de Chalon-sur-Saône-Sud
- canton de Givry
- canton de Montceau-les-Mines
- canton de Montchanin-les-Mines
- canton de Mont-Saint-Vincent
- canton de Sennecey-le-Grand

Source : Journal Officiel du 14-15 Octobre 1958.

### De 1988 à 2007
La quatrième circonscription de Saône-et-Loire est délimitée par le découpage électoral de la loi no 86-1197 du 24 novembre 1986
, elle regroupe les divisions administratives suivantes : Cantons de La Guiche, Montceau-les-Mines Nord, Montceau-les-Mines Sud, Montcenis, Montchanin, Mont-Saint-Vincent, Palinges, Saint-Gengoux-le-National, Toulon-sur-Arroux.
- canton de La Guiche
- canton de Montceau-les-Mines-Nord
- canton de Montceau-les-Mines-Sud
- canton de Montcenis
- canton de Montchanin
- canton de Mont-Saint-Vincent
- canton de Palinges
- canton de Saint-Gengoux-le-National
- canton de Toulon-sur-Arroux

D'après le recensement général de la population en 1999, réalisé par l'Institut national de la statistique et des études économiques (INSEE)
Résultats du recensement de 1999 : la population totale de cette circonscription est estimée à 82696 habitants,.

### Depuis 2012
À la suite d'un nouveau découpage électoral, les électeurs de Saône-et-Loire ayant à élire cinq députés au lieu de six précédemment, l'aire géographique de la 4e circonscription est totalement modifiée à partir des élections législatives de 2012. Elle est intitulée localement  « Bresse - Val-de-Saône », et regroupe selon le découpage cantonal antérieur à 2015, les cantons de :
canton de Beaurepaire-en-Bresse, canton de Chalon-sur-Saône-Nord, canton de Cuiseaux, canton de Cuisery, canton de Louhans, canton de Montpont-en-Bresse, canton de Montret, canton de Pierre-de-Bresse, canton de Saint-Germain-du-Bois, Canton de Saint-Germain-du-Plain, canton de Saint-Martin-en-Bresse, canton de Sennecey-le-Grand, canton de Tournus.

## Historique des députations
| Législature | Début de mandat | Fin de mandat   | Député            | Parti politique | Observations                                                                                                   |
| ----------- | --------------- | --------------- | ----------------- | --------------- | --- |
| IXe         | 23 juin 1988    | 29 juillet 1988 | Pierre Joxe,      | PS,             | Pierre Joxe, entré au Gouvernement, est remplacé par son suppléant Didier Mathus à compter du 29 juillet 1988. |
| IXe         | 29 juillet 1988 | 1er avril 1993  | Didier Mathus,    | PS,             | Pierre Joxe, entré au Gouvernement, est remplacé par son suppléant Didier Mathus à compter du 29 juillet 1988. |
| Xe          | 2 avril 1993    | 21 avril 1997   | Didier Mathus,    | PS,             | Mandat écourté à la suite d'une dissolution parlementaire décidée par Jacques Chirac.                          |
| XIe         | 12 juin 1997    | 18 juin 2002    | Didier Mathus,    | PS,             | |
| XIIe        | 19 juin 2002    | 19 juin 2007    | Didier Mathus,    | PS,             | |
| XIIIe       | 20 juin 2007    | 19 juin 2012    | Didier Mathus,    | PS,             | |
| XIVe        | 20 juin 2012    | 20 juin 2017    | Cécile Untermaier | PS              | |
| XVe         | 21 juin 2017    | 21 juin 2022    | Cécile Untermaier | PS              | |
| XVIe        | 22 juin 2022    | 9 juin 2024     | Cécile Untermaier | PS              | Mandat écourté à la suite d'une dissolution parlementaire décidée par Emmanuel Macron.                         |
| XVIIe       | 8 juillet 2024  | En cours        | Éric Michoux      | UDR             | |

## Historique des élections

### Élections de 1958
| Candidat       | Candidat           | Parti          | Premier tour | Premier tour | Second tour | Second tour |  |
| Candidat       | Candidat           | Parti          | Voix         | %            | Voix        | %           |  |
| -------------- | ------------------ | -------------- | ------------ | ------------ | ----------- | ----------- |  |
|                | André Jarrot élu   | UNR            | 20 465       | 45           | 30 992      | 72,21       |  |
|                | Rémy Boutavant     | PCF            | 10 089       | 22,18        | 11 926      | 27,79       |  |
|                | Pierre Mazuez      | SFIO           | 6 988        | 15,36        | Retrait     | Retrait     |  |
|                | Philibert Monneret | MRP            | 6 320        | 13,9         | Retrait     | Retrait     |  |
|                | René Grognet       | UFF            | 1 620        | 3,56         |             |             |  |
|                |                    |                |              |              |             |             |  |
| Inscrits       | Inscrits           | Inscrits       | 62 277       | 100,00       | 62 313      | 100,00      |  |
| Abstentions    | Abstentions        | Abstentions    | 16 080       | 25,82        | 17 762      | 28,5        |  |
| Votants        | Votants            | Votants        | 46 197       | 74,18        | 44 551      | 71,5        |  |
| Blancs et nuls | Blancs et nuls     | Blancs et nuls | 715          | 1,55         | 1 633       | 3,67        |  |
| Exprimés       | Exprimés           | Exprimés       | 45 482       | 98,45        | 42 918      | 96,33       |  |

Le suppléant d'André Jarrot était André Chossegros, avocat, conseiller municipal de Montceau-les-Mines.

### Élections de 1962
| Candidat       | Candidat                   | Parti          | Premier tour | Premier tour | Second tour | Second tour |  |
| Candidat       | Candidat                   | Parti          | Voix         | %            | Voix        | %           |  |
| -------------- | -------------------------- | -------------- | ------------ | ------------ | ----------- | ----------- |  |
|                | André Jarrot sortant réélu | UNR-UDT        | 17 552       | 47,67        | 22 679      | 57,63       |  |
|                | Rémy Boutavant             | PCF            | 10 678       | 29           | 16 675      | 42,37       |  |
|                | Robert Vernet              | SFIO (Rad)     | 6 363        | 17,28        | Retrait     | Retrait     |  |
|                | Henri Mézière              | PSU            | 2 223        | 6,04         | Retrait     | Retrait     |  |
|                |                            |                |              |              |             |             |  |
| Inscrits       | Inscrits                   | Inscrits       | 62 298       | 100,00       | 62 284      | 100,00      |  |
| Abstentions    | Abstentions                | Abstentions    | 24 388       | 39,15        | 21 265      | 34,14       |  |
| Votants        | Votants                    | Votants        | 37 910       | 60,85        | 41 019      | 65,86       |  |
| Blancs et nuls | Blancs et nuls             | Blancs et nuls | 1 094        | 2,89         | 1 665       | 4,06        |  |
| Exprimés       | Exprimés                   | Exprimés       | 36 816       | 97,11        | 39 354      | 95,94       |  |

Le suppléant d'André Jarrot était André Chossegros.

### Élections de 1967
| Candidat       | Candidat                   | Parti          | Premier tour | Premier tour | Second tour | Second tour |  |
| Candidat       | Candidat                   | Parti          | Voix         | %            | Voix        | %           |  |
| -------------- | -------------------------- | -------------- | ------------ | ------------ | ----------- | ----------- |  |
|                | André Jarrot sortant réélu | UD-Ve          | 22 946       | 49,55        | 25 135      | 51,66       |  |
|                | Olivier Mitterrand         | FGDS (CIR)     | 13 156       | 28,41        | 23 516      | 48,34       |  |
|                | Roger Béquet               | PCF            | 10 209       | 22,04        | Retrait     | Retrait     |  |
|                |                            |                |              |              |             |             |  |
| Inscrits       | Inscrits                   | Inscrits       | 61 835       | 100,00       | 61 815      | 100,00      |  |
| Abstentions    | Abstentions                | Abstentions    | 14 477       | 23,41        | 12 466      | 20,17       |  |
| Votants        | Votants                    | Votants        | 47 358       | 76,59        | 49 349      | 79,83       |  |
| Blancs et nuls | Blancs et nuls             | Blancs et nuls | 1 047        | 2,21         | 698         | 1,41        |  |
| Exprimés       | Exprimés                   | Exprimés       | 46 311       | 97,79        | 48 651      | 98,59       |  |

Le suppléant d'André Jarrot était Pierre-Henri Maréchal, ingénieur agricole, maire de Saint-Rémy.

### Élections de 1968
|                | André Jarrot sortant réélu | UDR (URP)      | 27 332 | 57,46  |  |  |  |
|                | André Faivre               | PCF            | 10 931 | 22,98  |  |  |  |
|                | Daniel Malingre            | FGDS (CIR)     | 9 302  | 19,56  |  |  |  |
|                |                            |                |        |        |  |  |  |
| Inscrits       | Inscrits                   | Inscrits       | 61 811 | 100,00 |  |  |  |
| Abstentions    | Abstentions                | Abstentions    | 13 404 | 21,69  |  |  |  |
| Votants        | Votants                    | Votants        | 48 407 | 78,31  |  |  |  |
| Blancs et nuls | Blancs et nuls             | Blancs et nuls | 842    | 1,74   |  |  |  |
| Exprimés       | Exprimés                   | Exprimés       | 47 565 | 98,26  |  |  |  |

Le suppléant d'André Jarrot était Jean Braillon, agriculteur, conseiller général du canton de Sennecey-le-Grand.

### Élections de 1973
|                | André Jarrot sortant réélu | UDR (URP)      | 25 359 | 51,04  |  |  |  |
|                | Daniel Malingre            | PS (UGSD)      | 11 646 | 23,44  |  |  |  |
|                | André Faivre               | PCF            | 11 170 | 22,48  |  |  |  |
|                | Jean-Louis Dupont          | LO             | 1 506  | 3,03   |  |  |  |
|                |                            |                |        |        |  |  |  |
| Inscrits       | Inscrits                   | Inscrits       | 64 939 | 100,00 |  |  |  |
| Abstentions    | Abstentions                | Abstentions    | 13 946 | 21,48  |  |  |  |
| Votants        | Votants                    | Votants        | 50 993 | 78,52  |  |  |  |
| Blancs et nuls | Blancs et nuls             | Blancs et nuls | 1 312  | 2,57   |  |  |  |
| Exprimés       | Exprimés                   | Exprimés       | 49 681 | 97,43  |  |  |  |

Le 28 juin 1974 André Jarrot, nommé ministre dans le gouvernement Jacques Chirac (1), est remplacé du 28 juin 1974 au 2 avril 1978 par son suppléant, Jean Braillon, RI, agriculteur, conseiller général du canton de Sennecey-le-Grand, maire de Boyer.

### Élections de 1978
| Candidat       | Candidat                   | Parti          | Premier tour | Premier tour | Second tour | Second tour |  |
| Candidat       | Candidat                   | Parti          | Voix         | %            | Voix        | %           |  |
| -------------- | -------------------------- | -------------- | ------------ | ------------ | ----------- | ----------- |  |
|                | André Jarrot sortant réélu | RPR            | 27 452       | 46,85        | 30 330      | 50,14       |  |
|                | André Lotte                | PS             | 14 408       | 24,59        | 30 159      | 49,86       |  |
|                | André Faivre               | PCF            | 13 840       | 23,62        | Retrait     | Retrait     |  |
|                | Louisa Adam                | PSU (FA)       | 1 004        | 1,71         |             |             |  |
|                | Pierre Zankoc              | LO             | 1 003        | 1,71         |             |             |  |
|                | Annick Picard              | PFN            | 890          | 1,52         |             |             |  |
|                |                            |                |              |              |             |             |  |
| Inscrits       | Inscrits                   | Inscrits       | 72 585       | 100,00       | 72 563      | 100,00      |  |
| Abstentions    | Abstentions                | Abstentions    | 12 801       | 17,64        | 11 100      | 15,3        |  |
| Votants        | Votants                    | Votants        | 59 784       | 82,36        | 61 463      | 84,7        |  |
| Blancs et nuls | Blancs et nuls             | Blancs et nuls | 1 187        | 1,99         | 974         | 1,58        |  |
| Exprimés       | Exprimés                   | Exprimés       | 58 597       | 98,01        | 60 489      | 98,42       |  |

Le suppléant d'André Jarrot était Jean Braillon.

### Élections de 1981
| Candidat       | Candidat             | Parti          | Premier tour | Premier tour | Second tour | Second tour |  |
| Candidat       | Candidat             | Parti          | Voix         | %            | Voix        | %           |  |
| -------------- | -------------------- | -------------- | ------------ | ------------ | ----------- | ----------- |  |
|                | André Lotte élu      | PS             | 20 900       | 40,18        | 31 793      | 57,14       |  |
|                | André Jarrot sortant | RPR (UNM)      | 20 340       | 39,11        | 23 848      | 42,86       |  |
|                | André Faivre         | PCF            | 10 770       | 20,71        | Retrait     | Retrait     |  |
|                |                      |                |              |              |             |             |  |
| Inscrits       | Inscrits             | Inscrits       | 74 903       | 100,00       | 74 895      | 100,00      |  |
| Abstentions    | Abstentions          | Abstentions    | 22 228       | 29,68        | 18 472      | 24,66       |  |
| Votants        | Votants              | Votants        | 52 675       | 70,32        | 56 423      | 75,34       |  |
| Blancs et nuls | Blancs et nuls       | Blancs et nuls | 665          | 1,26         | 782         | 1,39        |  |
| Exprimés       | Exprimés             | Exprimés       | 52 010       | 98,74        | 55 641      | 98,61       |  |

À la suite de la mort d'André Lotte le 29 septembre 1984, et jusqu'au 1er avril 1986, son suppléant, Roger Leborne, conseiller général du canton de Chalon-sur-Saône-Sud, lui succède.

### Élections de 1988
| Candidat       | Candidat                  | Parti          | Premier tour | Premier tour | Second tour | Second tour |  |
| Candidat       | Candidat                  | Parti          | Voix         | %            | Voix        | %           |  |
| -------------- | ------------------------- | -------------- | ------------ | ------------ | ----------- | ----------- |  |
|                | Pierre Joxe sortant réélu | PS             | 17 451       | 44,05        | 23 656      | 55,1        |  |
|                | Jacques Marchand          | RPR (URC)      | 14 135       | 35,68        | 19 276      | 44,9        |  |
|                | André Faivre              | PCF            | 4 991        | 12,6         |             |             |  |
|                | Michel Collinot           | FN             | 3 040        | 7,67         |             |             |  |
|                |                           |                |              |              |             |             |  |
| Inscrits       | Inscrits                  | Inscrits       | 64 495       | 100,00       | 64 482      | 100,00      |  |
| Abstentions    | Abstentions               | Abstentions    | 24 073       | 37,33        | 20 546      | 31,86       |  |
| Votants        | Votants                   | Votants        | 40 422       | 62,67        | 43 936      | 68,14       |  |
| Blancs et nuls | Blancs et nuls            | Blancs et nuls | 805          | 1,99         | 1 004       | 2,29        |  |
| Exprimés       | Exprimés                  | Exprimés       | 39 617       | 98,01        | 42 932      | 97,71       |  |

Le suppléant de Pierre Joxe était Didier Mathus, enseignant. Didier Mathus remplaça Pierre Joxe, nommé membre du gouvernement, du 29 juillet 1988 au 1er avril 1993.

### Élections de 1993
| Candidat       | Candidat                    | Parti          | Premier tour | Premier tour | Second tour | Second tour |  |
| Candidat       | Candidat                    | Parti          | Voix         | %            | Voix        | %           |  |
| -------------- | --------------------------- | -------------- | ------------ | ------------ | ----------- | ----------- |  |
|                | Didier Mathus sortant réélu | PS (ADFP)      | 9 106        | 23,32        | 19 796      | 50,28       |  |
|                | Michel Thomas               | RPR            | 8 551        | 21,9         | 19 577      | 49,72       |  |
|                | Jean Girardon               | UDF (Rad)      | 4 833        | 12,38        |             |             |  |
|                | Jacques Marchand            | diss. RPR      | 4 735        | 12,13        |             |             |  |
|                | Michel Collinot             | FN             | 3 903        | 10           |             |             |  |
|                | André Mathivet              | PCF            | 3 594        | 9,21         |             |             |  |
|                | Bernard Jeandeau            | LT-LNÉ         | 1 347        | 3,45         |             |             |  |
|                | Jean-Paul Bonnin            | Les Verts (EÉ) | 1 152        | 2,95         |             |             |  |
|                | Pascal Jeandet              | Divers droite  | 753          | 1,93         |             |             |  |
|                | Christian Coste             | LO             | 651          | 1,67         |             |             |  |
|                | André Marmorat              | Divers droite  | 418          | 1,07         |             |             |  |
|                |                             |                |              |              |             |             |  |
| Inscrits       | Inscrits                    | Inscrits       | 63 518       | 100,00       | 63 503      | 100,00      |  |
| Abstentions    | Abstentions                 | Abstentions    | 21 908       | 34,49        | 21 046      | 33,14       |  |
| Votants        | Votants                     | Votants        | 41 610       | 65,51        | 42 457      | 66,86       |  |
| Blancs et nuls | Blancs et nuls              | Blancs et nuls | 2 567        | 6,17         | 3 084       | 7,26        |  |
| Exprimés       | Exprimés                    | Exprimés       | 39 043       | 93,83        | 39 373      | 92,74       |  |

Le suppléant de Didier Mathus était André Quincy, directeur d'école en retraite, conseiller général du canton de Montcenis, maire de Blanzy.

### Élections de 1997
| Candidat       | Candidat                    | Parti          | Premier tour | Premier tour | Second tour | Second tour |  |
| Candidat       | Candidat                    | Parti          | Voix         | %            | Voix        | %           |  |
| -------------- | --------------------------- | -------------- | ------------ | ------------ | ----------- | ----------- |  |
|                | Didier Mathus sortant réélu | PS             | 16 843       | 42,53        | 24 837      | 61,52       |  |
|                | Pierre Corneloup            | RPR            | 7 368        | 18,61        | 15 538      | 38,48       |  |
|                | Jean Girardon               | UDF (Rad)      | 4 421        | 11,16        |             |             |  |
|                | Patrick Szczepanski         | FN             | 4 168        | 10,53        |             |             |  |
|                | Didier Mathivet             | PCF            | 3 514        | 8,87         |             |             |  |
|                | Jean-Paul Bonin             | Les Verts      | 1 058        | 2,67         |             |             |  |
|                | Marie-Thérèse Deroche       | LO             | 1 015        | 2,56         |             |             |  |
|                | René Labarge                | LDI (MPF)      | 801          | 2,02         |             |             |  |
|                | Salvatore Jurado            | MÉI            | 412          | 1,04         |             |             |  |
|                |                             |                |              |              |             |             |  |
| Inscrits       | Inscrits                    | Inscrits       | 61 829       | 100,00       | 61 823      | 100,00      |  |
| Abstentions    | Abstentions                 | Abstentions    | 19 798       | 32,02        | 18 970      | 30,68       |  |
| Votants        | Votants                     | Votants        | 42 031       | 67,98        | 42 853      | 69,32       |  |
| Blancs et nuls | Blancs et nuls              | Blancs et nuls | 2 431        | 5,78         | 2 478       | 5,78        |  |
| Exprimés       | Exprimés                    | Exprimés       | 39 600       | 94,22        | 40 375      | 94,22       |  |

Le suppléant de Didier Mathus était André Quincy.

### Élections de 2002
| Candidat       | Candidat                    | Parti               | Premier tour | Premier tour | Second tour | Second tour |  |
| Candidat       | Candidat                    | Parti               | Voix         | %            | Voix        | %           |  |
| -------------- | --------------------------- | ------------------- | ------------ | ------------ | ----------- | ----------- |  |
|                | Didier Mathus sortant réélu | PS                  | 15 492       | 41,48        | 18 199      | 51,61       |  |
|                | Antoine André               | Divers droite (RPR) | 10 392       | 27,82        | 17 061      | 48,39       |  |
|                | Christian Launay            | FN                  | 4 107        | 11           |             |             |  |
|                | Diane Chèze                 | UMP                 | 2 778        | 7,44         |             |             |  |
|                | Maurice-Jean Gagnard        | PCF                 | 1 831        | 4,9          |             |             |  |
|                | Éliane Régnault             | Divers droite       | 849          | 2,27         |             |             |  |
|                | Pascal Dussauge             | LO                  | 748          | 2            |             |             |  |
|                | Michel Raymond              | CPNT                | 706          | 1,89         |             |             |  |
|                | Michel Rudowski             | MNR                 | 341          | 0,91         |             |             |  |
|                | Jacques Canaan              | Divers              | 106          | 0,28         |             |             |  |
|                |                             |                     |              |              |             |             |  |
| Inscrits       | Inscrits                    | Inscrits            | 61 304       | 100,00       | 61 294      | 100,00      |  |
| Abstentions    | Abstentions                 | Abstentions         | 22 919       | 37,39        | 24 724      | 40,34       |  |
| Votants        | Votants                     | Votants             | 38 385       | 62,61        | 36 570      | 59,66       |  |
| Blancs et nuls | Blancs et nuls              | Blancs et nuls      | 1 035        | 2,7          | 1 310       | 3,58        |  |
| Exprimés       | Exprimés                    | Exprimés            | 37 350       | 97,3         | 35 260      | 96,42       |  |

Le suppléant de Didier Mathus était Daniel Decerle, agriculteur, maire de Chevagny-sur-Guye, Président de la Communauté de communes de La Guiche, conseiller général du canton de La Guiche.

### Élections de 2007
| Candidat       | Candidat                    | Parti          | Premier tour | Premier tour | Second tour | Second tour |  |
| Candidat       | Candidat                    | Parti          | Voix         | %            | Voix        | %           |  |
| -------------- | --------------------------- | -------------- | ------------ | ------------ | ----------- | ----------- |  |
|                | Marie-Claude Jarrot         | UMP            | 16 066       | 42,95        | 19 635      | 48,77       |  |
|                | Didier Mathus sortant réélu | PS             | 15 042       | 40,21        | 20 629      | 51,23       |  |
|                | Christian Launay            | FN             | 1 447        | 3,87         |             |             |  |
|                | Fabrice Prudhon             | UDF–MoDem      | 1 332        | 3,56         |             |             |  |
|                | Christian Tramoy            | PCF            | 1 248        | 3,34         |             |             |  |
|                | Marine Lautrou              | LCR            | 813          | 2,17         |             |             |  |
|                | Jean-Paul Bonin             | Les Verts      | 808          | 2,16         |             |             |  |
|                | Pascal Dussauge             | LO             | 341          | 0,91         |             |             |  |
|                | Daniel Bouffange            | MPF            | 311          | 0,83         |             |             |  |
|                | Isabelle Girodet            | Divers         | 0            | 0            |             |             |  |
|                |                             |                |              |              |             |             |  |
| Inscrits       | Inscrits                    | Inscrits       | 61 845       | 100,00       | 61 842      | 100,00      |  |
| Abstentions    | Abstentions                 | Abstentions    | 23 817       | 38,51        | 20 613      | 33,33       |  |
| Votants        | Votants                     | Votants        | 38 028       | 61,49        | 41 229      | 66,67       |  |
| Blancs et nuls | Blancs et nuls              | Blancs et nuls | 620          | 1,63         | 965         | 2,34        |  |
| Exprimés       | Exprimés                    | Exprimés       | 37 408       | 98,37        | 40 264      | 97,66       |  |

### Élections de 2012
| Candidat       | Candidat                   | Parti          | Premier tour | Premier tour | Second tour | Second tour |  |
| Candidat       | Candidat                   | Parti          | Voix         | %            | Voix        | %           |  |
| -------------- | -------------------------- | -------------- | ------------ | ------------ | ----------- | ----------- |  |
|                | Cécile Untermaier élue     | PS             | 18 179       | 37,78        | 23 810      | 50,40       |  |
|                | Arnaud Danjean             | UMP            | 15 179       | 31,55        | 23 431      | 49,60       |  |
|                | Alain Quequin              | RBM (FN)       | 7 011        | 14,57        |             |             |  |
|                | Éric Michoux               | diss. UMP      | 3 704        | 7,70         |             |             |  |
|                | Isabelle Pirat             | FG (PCF) (PG)  | 2 048        | 4,26         |             |             |  |
|                | Marie-Claude Colin-Cordier | EÉLV           | 1 058        | 2,20         |             |             |  |
|                | Maxime Thiébaut            | DLR            | 626          | 1,30         |             |             |  |
|                | Pascal Dussauge            | LO             | 309          | 0,64         |             |             |  |
|                |                            |                |              |              |             |             |  |
| Inscrits       | Inscrits                   | Inscrits       | 81 151       | 100,00       | 81 128      | 100,00      |  |
| Abstentions    | Abstentions                | Abstentions    | 32 297       | 39,8         | 32 357      | 39,88       |  |
| Votants        | Votants                    | Votants        | 48 854       | 60,2         | 48 771      | 60,12       |  |
| Blancs et nuls | Blancs et nuls             | Blancs et nuls | 740          | 1,51         | 1 530       | 3,14        |  |
| Exprimés       | Exprimés                   | Exprimés       | 48 114       | 98,49        | 47 241      | 96,86       |  |

### Élections de 2017
|                                                                                 |                                                                       |                           |                           |                          |                          |
|                                                                                 |                                                                       | Premier tour 11 juin 2017 | Premier tour 11 juin 2017 | Second tour 18 juin 2017 | Second tour 18 juin 2017 |
|                                                                                 |                                                                       |                           |                           |                          |                          |
|                                                                                 |                                                                       | Nombre                    | % des inscrits            | Nombre                   | % des inscrits           |
| Inscrits                                                                        | Inscrits                                                              | 82 338                    | 100,00                    | 82 337                   | 100,00                   |
| Abstentions                                                                     | Abstentions                                                           | 41 920                    | 50,91                     | 48 091                   | 58,41                    |
| Votants                                                                         | Votants                                                               | 40 418                    | 49,09                     | 34 246                   | 41,59                    |
|                                                                                 |                                                                       |                           | % des votants             |                          | % des votants            |
| Bulletins blancs                                                                | Bulletins blancs                                                      | 634                       | 1,57                      | 2 744                    | 8,01                     |
| Bulletins nuls                                                                  | Bulletins nuls                                                        | 256                       | 0,63                      | 1 274                    | 3,72                     |
| Suffrages exprimés                                                              | Suffrages exprimés                                                    | 39 528                    | 97,80                     | 30 228                   | 88,27                    |
|                                                                                 |                                                                       |                           |                           |                          |                          |
| Candidat Étiquette politique (partis et alliances)                              | Candidat Étiquette politique (partis et alliances)                    | Voix                      | % des exprimés            | Voix                     | % des exprimés           |
|                                                                                 |                                                                       |                           |                           |                          |                          |
|                                                                                 | Catherine Gabrelle La République en marche !                          | 9 544                     | 24,14                     | 13 701                   | 45,33                    |
|                                                                                 | Cécile Untermaier(députée sortante) Parti socialiste                  | 7 171                     | 18,14                     | 16 527                   | 54,67                    |
|                                                                                 | Maxime Thiébaut Front national                                        | 6 544                     | 16,56                     |                          |                          |
|                                                                                 | Stéphane Gros Les Républicains (Union des démocrates et indépendants) | 6 265                     | 15,85                     |                          |                          |
|                                                                                 | Éric Michoux Les Républicains diss.                                   | 4 084                     | 10,33                     |                          |                          |
|                                                                                 | Michèle Chambon La France insoumise                                   | 3 297                     | 8,34                      |                          |                          |
|                                                                                 | Marie-Claude Colin-Cordier Europe Écologie Les Verts                  | 695                       | 1,76                      |                          |                          |
|                                                                                 | Christiane Lemière Debout la France                                   | 596                       | 1,51                      |                          |                          |
|                                                                                 | Sandrine Bernadat Parti communiste français                           | 558                       | 1,41                      |                          |                          |
|                                                                                 | Joël Jannet Alliance écologiste indépendante                          | 319                       | 0,81                      |                          |                          |
|                                                                                 | Fabienne Delorme Lutte ouvrière                                       | 238                       | 0,60                      |                          |                          |
|                                                                                 | Guillaume Ferrand Union populaire républicaine                        | 217                       | 0,55                      |                          |                          |
| Source : Ministère de l'Intérieur - Quatrième circonscription de Saône-et-Loire |                                                                       |                           |                           |                          |                          |

### Élections de 2022
| Résultats des élections législatives des 12 et 19 juin 2022 de la 4e circonscription de Saône-et-Loire |                          |                          |                          |              |              |             |             |
| Candidat                                                                                               | Candidat                 | Parti et coalition       | Nuance                   | Premier tour | Premier tour | Second tour | Second tour |
| Candidat                                                                                               | Candidat                 | Parti et coalition       | Nuance                   | Voix         | %            | Voix        | %           |
| | Cécile Untermaier        | PS (NUPES)               | NUP                      | 13 144       | 33,97        | 19 421      | 56,30       |
| | Valérie Deloge           | RN                       | RN                       | 9 733        | 25,15        | 15 072      | 43,70       |
| | Élisabeth Roblot         | Horizons (ENS)           | ENS                      | 7 893        | 20,40        |             |             |
| | Éric Michoux             | LC (UDC)                 | DVD                      | 4 952        | 12,80        |             |             |
| | Jean Raffa               | REC                      | REC                      | 1 500        | 3,88         |             |             |
| | Claude Couratier         | LO                       | DXG                      | 809          | 2,09         |             |             |
| | Nathalie Szych           | LP (UPF)                 | DSV                      | 666          | 1,72         |             |             |
| |                          |                          |                          |              |              |             |             |
| Votes valides                                                                                          | Votes valides            | Votes valides            | Votes valides            | 38 697       | 97,39        | 34 493      | 90,78       |
| Votes blancs                                                                                           | Votes blancs             | Votes blancs             | Votes blancs             | 756          | 1,90         | 2 623       | 6,90        |
| Votes nuls                                                                                             | Votes nuls               | Votes nuls               | Votes nuls               | 280          | 0,70         | 882         | 2,32        |
| Total                                                                                                  | Total                    | Total                    | Total                    | 39 733       | 100          | 37 998      | 100         |
| Abstention                                                                                             | Abstention               | Abstention               | Abstention               | 43 315       | 52,16        | 45 091      | 54,27       |
| Inscrits / participation                                                                               | Inscrits / participation | Inscrits / participation | Inscrits / participation | 83 048       | 47,84        | 83 089      | 45,73       |

### Elections de 2024
| Candidat       | Candidat                   | Parti          | Premier tour | Premier tour | Second tour | Second tour |  |
| Candidat       | Candidat                   | Parti          | Voix         | %            | Voix        | %           |  |
| -------------- | -------------------------- | -------------- | ------------ | ------------ | ----------- | ----------- |  |
|                | Éric Michoux               | UDR            | 24 275       | 44,34        | 29 272      | 54,66       |  |
|                | Cécile Untermaier sortante | PS (NFP)       | 16 403       | 29,96        | 24 283      | 45,34       |  |
|                | Claude Couratier           | LO             | 1 115        | 2,04         |             |             |  |
|                | Anthony Vadot              | LR             | 12 222       | 22,33        |             |             |  |
|                | Véronique Bellest          | DLF            | 728          | 1,33         |             |             |  |
|                |                            |                |              |              |             |             |  |
| Inscrits       | Inscrits                   | Inscrits       | 82 625       | 100,00       | 82 638      | 100,00      |  |
| Abstentions    | Abstentions                | Abstentions    | 25 995       | 31,46        | 25 239      | 30,54       |  |
| Votants        | Votants                    | Votants        | 56 630       | 68,54        | 57 399      | 69,46       |  |
| Blancs et nuls | Blancs et nuls             | Blancs et nuls | 1 887        | 3,33         | 3 844       | 6,7         |  |
| Exprimés       | Exprimés                   | Exprimés       | 54 743       | 96,67        | 53 555      | 93,3        |  |

#### Département de Saône-et-Loire
- La fiche de l'INSEE de cette circonscription : « Tableaux et Analyses de la quatrième circonscription de Saône-et-Loire », sur insee.fr, site de l'Institut national de la statistique et des études économiques (consulté le 10 juin 2007) [PDF]

- « Tous les députés du département de Saône-et-Loire depuis 1789 », sur assemblee-nationale.fr, site de l'Assemblée nationale (consulté le 10 juin 2007)

- « Informations contentieuses sur le département de Saône-et-Loire (Élections législatives de 2002) »(Archive.org • Wikiwix • Archive.is • Google • Que faire ?), sur conseil-constitutionnel.fr, site du Conseil constitutionnel (consulté le 13 juin 2007)

#### Circonscriptions en France
- « Carte des circonscriptions législatives en France », sur assemblee-nationale.fr, site de l'Assemblée nationale (consulté le 20 juin 2007)

- « Résultats électoraux officiels en France »(Archive.org • Wikiwix • Archive.is • Google • Que faire ?), sur interieur.gouv.fr, site du ministère de l'Intérieur (consulté le 13 juin 2007)

- Description et Atlas des circonscriptions électorales de France sur http://www.atlaspol.com, Atlaspol, site de cartographie géopolitique, consulté le 13 juin 2007.